# مهلا عابدی
مهلا عابدی بازیکن بسکتبال ایرانی اهل نیشابور است که در پست پاور فوروارد بازی می‌کند و هم‌اکنون در ترکیب تیم ملی بسکتبال ۳ نفره زنان ایران و نیز تیم ملی بسکتبال زنان ایران حضور دارد.
عابدی در بازی‌های باشگاهی ایران سابقهٔ حضور در باشگاه گروه بهمن تهران را دارد.